# 第55軍 (日本陸軍)
第55軍（日语：／）是大日本帝國陸軍的軍之一。

## 沿革
第二次世界大战末期的1945年（昭和20年）4月8日，为进行本土决战而以四国方面为作战地域组建而成。值得注意的是，1945年（昭和20年）6月15日起，第55軍司令官由四国軍管区司令官兼任，軍管区司令官直接隶属于天皇统率。此外，参謀長等也由四国軍管区的参謀長等兼任。
帝国陸軍派遣瀨島龍三到高知县进行作战指導。瀬島龍三预计同盟国軍会将高知县以及九州地区作为登陆地点，遂申请将第55軍大部分勢力集中在高知县境内。1945年（昭和20年）4月8日，作为第15方面军下属部队在高知县高知市组建，同年6月底为了准备本土决战，司令部转移至土佐山田町（现香美市），并移动新改司令部战线以应对从四国登陆的盟军。转移后的主战場在香長平野（かちょうへいや）附近，土讚線车站地区，此处深山易守难攻，有着天然的据点。
原先预计同盟国部队将在10月左右在高知县地区登陆，预期的登陆地点在面对太平洋的香長平野（高知市、南国市、土佐山田町）以及宿毛湾（宿毛市）、入野海岸（四万十市）、德岛县的南部海岸。大致兵力为，在预计登陆地点附近香長平野自杀性部署1个师团作为沿岸配备师团，在香長平野周围的山林里部署了2个师团作为機動打撃師団对敌军进行反击。此外，瀬島龍三打算在宿毛湾和四十万市组建一支大约7万人的混成旅团，与第55軍直轄部隊約20000人算在一起，总人数已达90000人。海軍也在须崎市以及高知市浦户部署有人操魚雷回天和震洋。
由于不允许向四国派遣增援部队，决号作战中仅有四国内的战力进行作战。

## 軍概要

### 司令官
- 原田熊吉中将（陸士22期）：1945年（昭和20年）4月7日 - 終战

### 参謀長
- 寺倉小四郎少将（陸士31期）：1945年（昭和20年）4月6日 - 6月21日
- 鏑木正隆少将（陸士32期）：1945年（昭和20年）6月21日 - 終战

### 最終司令部構成
- 司令官：原田熊吉中将
- 参謀長：鏑木正隆少将
- 高級参謀：西原征夫大佐
- 高級副官：三小田五雄中佐
- 兵器部長：宮本啓次郎大佐
- 経理部長：小泉精一主計大佐
- 軍医部長：松木寛治軍医大佐
- 獣医部長：小川三郎獣医中佐

### 最終所属部隊
- 第11师团
- 第155师团
- 第205师团
- 第344师团
- 独立混成第121旅团
- 第10砲兵司令部：大井公平大佐　
  - 独立山砲兵第6連隊小笠原六男中佐 　
  - 独立野砲兵第31大隊 　 　 　
  - 独立重砲兵第17大隊 　 　 　
  - 独立重砲兵第39大隊 　 　 　
  - 独立臼砲第22大隊 　 　 　
  - 独立臼砲第25大隊 　 　 　
  - 独立臼砲第26大隊 　 　 　
  - 迫撃砲第16大隊：高野精一少佐 　 　
  - 迫撃砲第17大隊 　 　 　
  - 迫撃砲第18大隊 　 　 　
  - 迫撃砲第37大隊：館正二大尉

機甲部隊
- 战車第45連隊：田中义宪少佐（最終位置：德島）
- 战車第47連隊：照井浩少佐（最終位置：松山）

工兵部隊
- 独立工兵第79大隊：佐藤転少佐
- 独立工兵第109大隊
- 独立工兵第110大隊
- 独立工兵第111大隊

兵站部隊 　 　 　 　 　
- 第149兵站地区隊
- 第20野战輸送司令部
- 電信第37連隊：佐藤竹之助少佐